# 東平安名岬

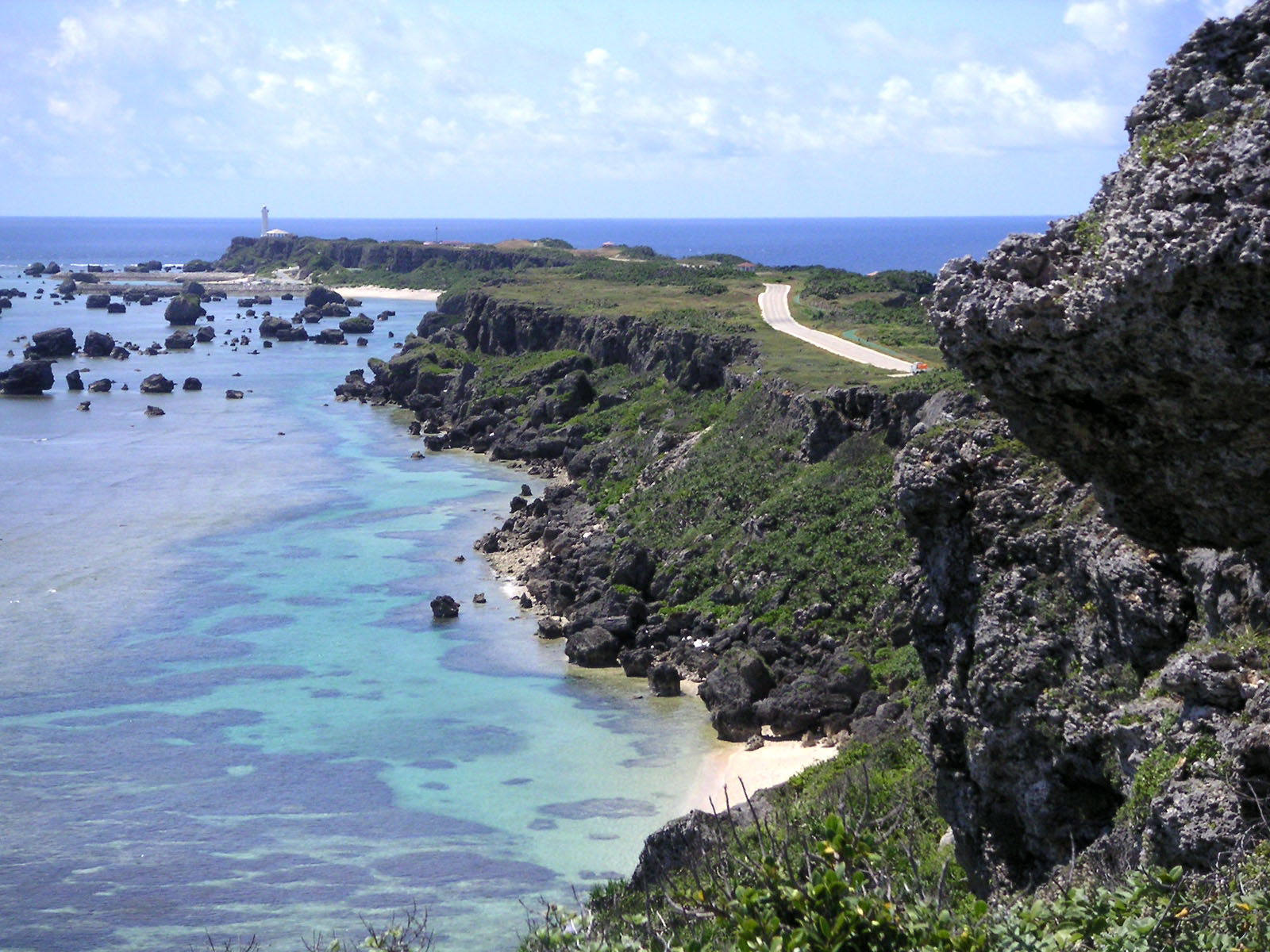
東平安名岬

東平安名岬（日语：／ Higashi-Hennazaki */?）是日本沖繩縣宮古島市的城邊町字保良的一座伸入太平洋及東海的海岬。坐標位置上北緯24度43分7秒、東經125度28分9秒。東平安名岬位於宮古島的東南端，是該島具代表性的觀光地。長約2公里，最寬處寬160米，由珊瑚礁石灰岩組成。東平安名岬的尖端處有一座平安名埼燈塔，於1967年開始使用，內部可以參觀，是觀看元旦日出的名所。2007年2月6日，「東平安名崎」被指定為名勝。

## 外部連結
- 東平安名崎 （页面存档备份，存于） 文化遺産オンライン
- 見学できる灯台・灯台資料展示室 平安名埼灯台 （页面存档备份，存于） 一般社団法人燈光会
- 平安名埼燈台 （页面存档备份，存于） 美ら島物語

24°43′9″N 125°28′7″E / 24.71917°N 125.46861°E